# Martial Justin Verraux
Martial Justin Verraux (6 novembre 1855 - 28 avril 1939) était un Général de division français.

## Biographie
- 29/03/1910 : général de brigade.
  - 23/09/1909-31/07/1911 : commandant de la 3e brigade d'infanterie et des subdivisions de région d'Arras et de Béthune.
  - 31/07/1911-09/09/1913 : commandant de la 5e brigade d'infanterie.
  - Membre de la Commission supérieure d'étude des armes portatives
- 19/03/1914 : général de division.
  - 09/09/1913-30/08/1914 : commandant de la 42e Division d'Infanterie.
  - 30/08/1914-15/11/1914 : commandant du 6e Corps d'Armée.
- 06/04/1915 : admis en retraite

## Décorations
- Officier de la Légion d'honneur (promu le 12/07/1911).
  - Chevalier de la Légion d'honneur le 29/12/1896
- Médaille Commémorative du Tonkin
- Officier du Nichan Iftikhar (Tunisie)